# Баево (Ичалковский район)
Баево — село в Ичалковском районе Республики Мордовия России. Входит в состав Рождественно-Баевского сельского поселения.

## География
Село находится в северо-восточной части Мордовии, в пределах западного склона Приволжской возвышенности, в зоне хвойно-широколиственных лесов, на левом берегу реки Инсар, на расстоянии примерно 3 километров (по прямой) к востоку-юго-востоку от села Кемля, административного центра района. Абсолютная высота — 102 метра над уровнем моря.
Климат
Климат характеризуется как умеренно континентальный, с тёплым летом и умеренно холодной зимой. Среднегодовая температура воздуха — 3,5 — 4 °С. Средняя температура воздуха самого тёплого месяца (июля) — 18,9 — 19,8 °C (абсолютный максимум — 37 °C); самого холодного (января) — −12,3 — −11,5 °C (абсолютный минимум — −47 °C). Среднегодовое количество атмосферных осадков составляет 516 мм, из которых 361 мм выпадает в период с апреля по октябрь. Снежный покров держится в течение 144 дней.
Часовой пояс
Село Баево, как и вся Мордовия, находится в часовой зоне МСК (московское время). Смещение применяемого времени относительно UTC составляет +3:00.

## Население
| 2002 | 2010 |
| ---- | ---- |
| 843  | ↘769 |

Половой состав
По данным Всероссийской переписи населения 2010 года в гендерной структуре населения мужчины составляли 43,8 %, женщины — соответственно 56,2 %.
Национальный состав
Согласно результатам переписи 2002 года, в национальной структуре населения русские составляли 79 % из 843 чел.